# Remmert Wielinga
Reinbert Cornelis ("Remmert") Wielinga (Eindhoven, 27 april 1978) is een Nederlands voormalig wielrenner. Hij resideert in Monaco en is getrouwd met een Russin.

## Biografie
De loopbaan van Wielinga kende een grillig verloop. Hij koerste een jaar bij Frans Maassen in de Rabo-juniorenploeg, voldeed niet en vertrok naar Agu. Drie jaar later was hij toch weer welkom bij Rabobank, nu bij de amateurs onder leiding van Nico Verhoeven. Het jaar erop kon de toen 22-jarige coureur nog een seizoen bij Verhoeven blijven, maar Wielinga wilde de overstap naar de professionals maken. Na een goed gesprek met de Italiaanse formatie De Nardi tekende hij een contract voor twee jaar.
Zijn eerste jaar in Italiaanse dienst verliep goed. In het tweede seizoen telde het team opeens 25 renners waardoor Wielinga slechts uitkwam op 42 koersdagen. Door zijn goede optreden in de Bicicleta Vasca werd hij opnieuw door Rabobank benaderd. Jan Raas deed hem een aanbieding en Wielinga hapte snel toe.
Wielinga maakte bij de oranje-blauw-witte formatie meteen indruk in het vroege voorjaar met ritzeges in de Ronde van Mallorca en de Ruta del Sol. Toen leek deelname aan de honderdjarige Tour nog ver weg. Nadat de Brabander in de bergritten van de Dauphiné Liberé (12e plaats algemeen klassement) met de besten mee naar boven klom, werd hij alsnog verkozen om de Tour te rijden. Hierin stelde hij echter teleur.
Vervolgens kreeg Wielinga last van een chronische knieblessure, waardoor hij weinig tot niets klaarspeelde in dienst van de Rabobank, mede doordat het team hem in 2005 ook nauwelijks meer opstelde. Wielinga is toen naar de welbekende Italiaanse sportarts Luigi Cecchini gestapt, trainer van onder andere Thomas Dekker. Hij zag het in Wielinga wel zitten en sinds midden 2005 werkten ze samen. In 2006 stapte hij over naar het team van Quickstep-Innergetic. Hij leek op de weg terug te zijn met een zege in de GP Chiasso en goede optredens in onder meer de Ronde van de Middellandse Zee (10e) en de Ronde van Georgia (12e), maar op 20 september maakte teammanager Patrick Lefevere bekend, dat er in het volgend seizoen geen plaats meer zou zijn voor Wielinga in de ploeg. In 2007 reed hij wederom voor een Protourformatie, namelijk voor het Spaanse Saunier Duval. Daar leek hij zijn naam als allrounder definitief te vestigen door een goede proloog te rijden in de rittenkoers Parijs-Nice. Vervolgens werd het stil rond de prestaties van de Eindhovenaar en voor 2008 kreeg hij geen nieuw contract aangeboden. Uiteindelijk gaf Wielinga in een interview met het Brabants Dagblad toe dat hij niet in het peloton durfde te rijden. Door deze pelotonvrees verspeelde hij al zoveel energie tijdens de ritten, dat hij in de finales niets meer kon uitrichten en vaak al na een paar dagen uitgeput was. Wielinga probeerde jarenlang via therapieën van deze pelotonangst af te komen, maar uiteindelijk moest hij concluderen dat een leven in het profpeloton niet aan hem was besteed. Hij besloot daarom zijn carrière te beëindigen.
In 2009 maakte Wielinga een korte rentree bij het NK tijdrijden, waar hij 29ste werd. Begin 2011 pakte hij de draad definitief weer op en begon weer als wielrenner bij een professionele ploeg Itera-Katjoesja, de opleidingsploeg van Katjoesja.

## Belangrijkste overwinningen
1999
- Nationaal Kampioenschap tijdrijden op de weg, beloften

2000
- Nationaal Kampioenschap tijdrijden op de weg, beloften

2003
- Trofeo Calvia
- 4e etappe Ruta del Sol

2006
- GP Chiasso

## Resultaten in voornaamste wedstrijden
| Jaar | Ronde van Italië | Ronde van Frankrijk | Ronde van Spanje |
| ---- | ---------------- | ------------------- | ---------------- |
| 2003 |                  | opgave              |                  |
| 2004 |                  |                     |                  |
| 2005 |                  |                     |                  |
| 2006 | opgave           |                     |                  |

| Jaar | Ronde van Lombardije | Waalse Pijl |
| ---- | -------------------- | ----------- |
| 2003 | opgave               |             |
| 2004 |                      |             |
| 2005 |                      | opgave      |
| 2006 |                      |             |

Wielerploegen van Remmert Wielinga
Brasi · 
Bratkowski · 
Crepaldi · 
Fedenko · 
Finco · 
Forner · 
Gazi ·
Hecl ·
Kokorine · 
Kováč · 
Kranjec · 
Laris · 
Palumbo · 
Panetta · 
Sedoen ·
Šipeky · 
Špak ·
Valach ·
Turicchia ·
Wielinga ·
Anderson (stagiair) ·
Ballan (stagiair) ·
Kružić (stagiair)
Aug ·
Ballan ·
Brasi · 
Bulgarelli · 
Cadamuro · 
Dubos · 
Fadrny · 
Gazi ·
Gobbi ·
Hecl ·
Klucka ·
Kohut ·
Kokorine · 
Kováč · 
Kranjec ·
Kružić · 
Miorin · 
Ongarato ·
Palumbo · 
Pidhorny · 
Prázdnovský ·
Šipeky · 
Testi ·
Valach ·
Wielinga
den Bakker ·
Bartko ·
Boogerd ·
Boven ·
Dekker ·
De Weert ·
Engels ·
Freire · 
de Groot ·
Hayman · 
Hunter ·
de Jongh ·
Kroon ·
Leipheimer ·
Lotz ·
Mutsaars ·
Niermann ·
Nys ·
Rasmussen ·
Sentjens ·
Traksel ·
Veneberg ·
Wauters ·
Wielinga ·
Zberg ·
Dekkers (stagiair) ·
Elijzen (stagiair) ·
de Kort (stagiair) 
den Bakker ·
Bartko ·
Boogerd ·
Boven ·
E. Dekker ·
Dekkers ·
De Weert ·
Freire  · 
de Groot ·
Hayman · 
Hunter ·
de Jongh ·
Kroon ·
Leipheimer ·
Lotz ·
Mutsaars ·
Niermann ·
Posthuma ·
Rasmussen ·
Sentjens ·
Traksel ·
Veneberg ·
Wauters ·
Weening ·
Wielinga ·
T. Dekker (stagiair) ·
Eltink (stagiair) 
den Bakker ·
Boogerd ·
Boven ·
E. Dekker ·
T. Dekker ·
Eltink ·
Freire  · 
de Groot ·
Hayman · 
Horrillo ·
de Jongh ·
Kolobnev ·
Kroon ·
Löwik ·
Mensjov ·
Mutsaars ·
Niermann ·
Posthuma ·
Rasmussen ·
Scheuneman ·
Sentjens ·
Sutherland (tot 30/09) ·
Vastaranta ·
Veneberg ·
Wauters ·
Weening ·
Wielinga
Baguet · Bettini   · Boonen  · Bramati · Chicchi · Cretskens · De Weert · Engels · Gárate · Garrido · Hulsmans · de Jongh · Knaven · Nuyens · Pozzato · Rosseler · Rujano · Santaromita · Scarselli · Schwab · Tankink · Tosatto · Trenti · Van De Walle · Van Impe · Vasseur · Verheyen · Viganò · Weylandt · Wielinga · Grabovski (stagiair) · Proni (stagiair) · Vantomme (stagiair)
Alarcón ·
Belohvoščiks · 
Benítez ·
Bertogliati · 
Camaño ·
Cañada ·
Cobo ·
de la Fuente ·
del Nero ·
Durán ·
Fernández de la Puebla ·
Gil ·
José Ángel Gómez Gómez · 
José Ángel Gómez Marchante ·  
Mayo ·
Lobato ·  
Mazur ·
Mejías ·
Millar ·
Mori ·  
Pagliarini · 
Piepoli · 
Riccò ·
Rinero · 
Simoni ·
Trentin ·
Ventoso ·
Wielinga ·
Zárate ·
González (stagiair) · 
Merino (stagiair) ·
Serrano (stagiair) ·
Wyss (stagiair) 